# モロッコの建築

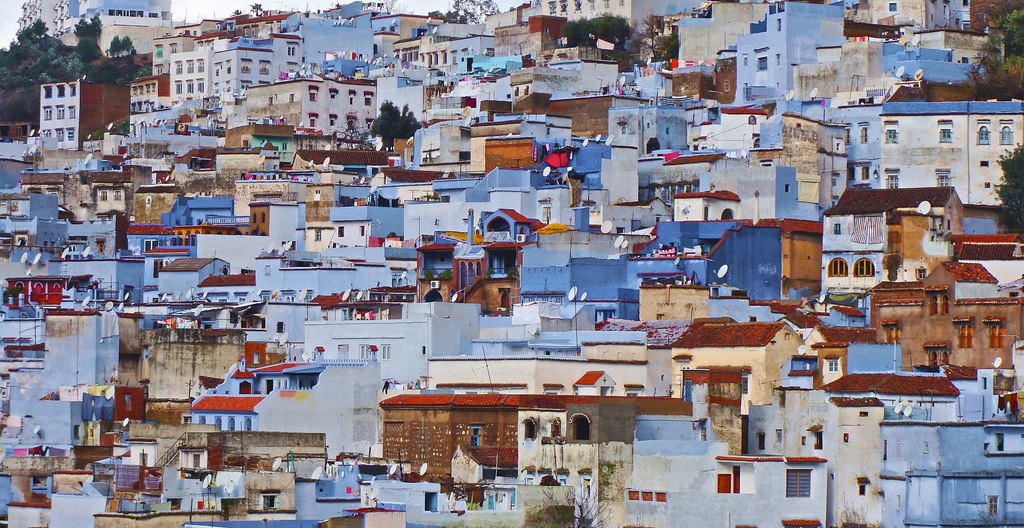
シャウエンにあるモロッコの伝統的な街並み

モロッコ建築（モロッコけんちく）は近現代までのモロッコの歴史を通して見られる特有の建築である。モロッコの多様な地形と長い歴史は、移住や軍事征服を通して連続して流入する移住者の波によって形作られたもので、その多くが建築に反映されている。この建築の伝統は古代ローマやベルベル人の遺跡から20世紀の植民地や近代建築にまで見られる。

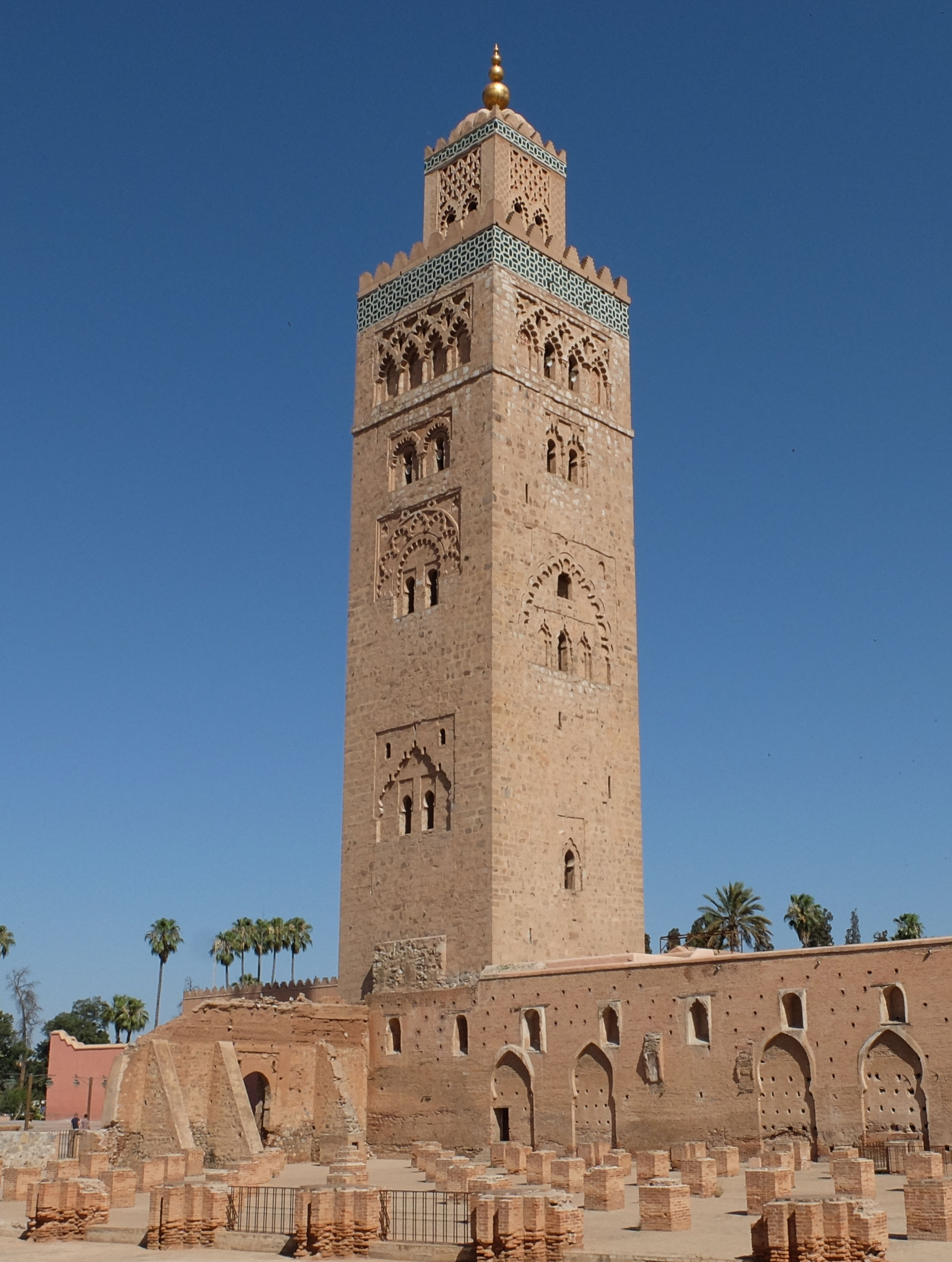
ムワッヒド朝時代の12世紀に建てられた、マラケシュにあるクトゥビーヤモスクのミナレット

しかしながら最も顕著なモロッコ建築は、モロッコの有史時代と現存する遺産の多くを占めるイスラーム時代（7世紀以後）のものである。モロッコの「イスラーム建築」は、よく「ムーア式」芸術と呼ばれている幅広い文化・芸術的複合体の一部をなしており、それはモロッコだけでなく、アル・アンダルス（ムスリム統治時代のスペイン、ポルトガル）や、チュニジアまでもを含むアルジェリアの一部における特色となっている 。「ムーア式の」芸術は北アフリカのベルベル文化やイスラーム支配以前のスペイン（ローマ、ビザンツ帝国、西ゴート）、中東イスラーム世界におけるその時代のアートの潮流をブレンドし、何世紀もかけて精巧なものに作り上げられた。「ムーア式」アーチや、リヤド庭園（左右対称に4つの部分に分けられた中庭）、複雑な幾何学模様、木目のアラベスクモチーフ、漆喰、タイルアート（特にゼリージュ（Zellij））などが特徴としてあげられる。

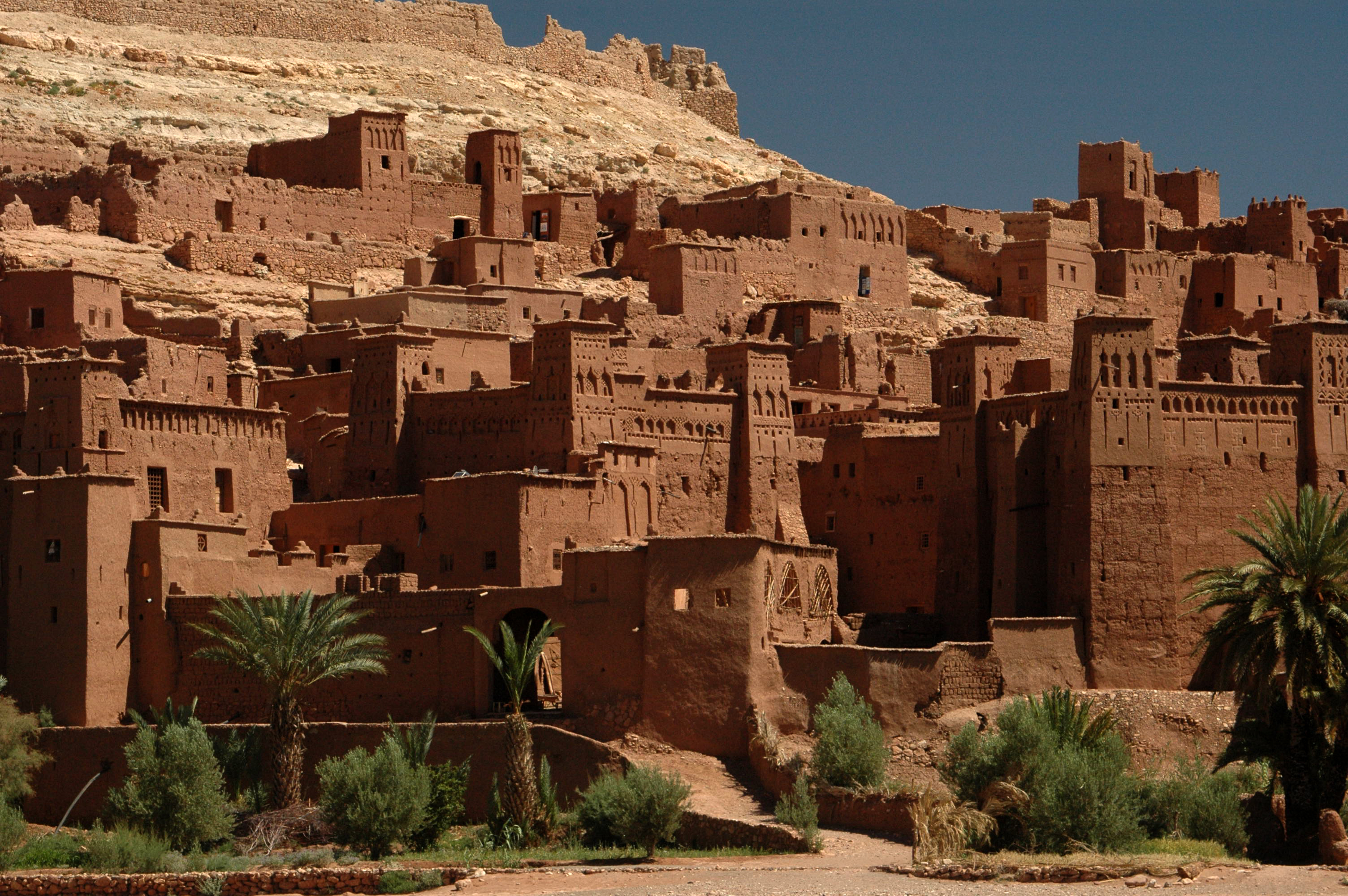
モロッコ、アトラス山脈南部のアイット・ベン・ハドゥのクサール

モロッコのベルベル建築は他のモロッコ建築と完全に切り離せるわけではないが、多くの構造や建築スタイルには伝統的にベルベル地域やベルベル人に支配されたモロッコの地域とのつながりが見られる。アトラス山脈やサハラ砂漠、サハラの前部にある地域などがそうである 。これらの地域を形作る多くのカスバ（要塞）とクサール（要塞村）は、もともとの地形と社会構造を活かした作りになっており、アイット・ベン・ハドゥはもっとも有名な例である。 これらの要塞は主に版築によって作られ、その土地特有の幾何学模様によって装飾される。モロッコ（と北アフリカをまたぐ範囲）のベルベル地域は周辺の他の歴史的な芸術の流れから全く隔絶されておらず、イスラーム建築の視点を取り入れた結果、とりわけムラービド朝、ムワッヒド朝、マリーン朝時代に何世紀もかけて行われた地域の政治的支配の間には、西イスラームの芸術の形成に貢献した。

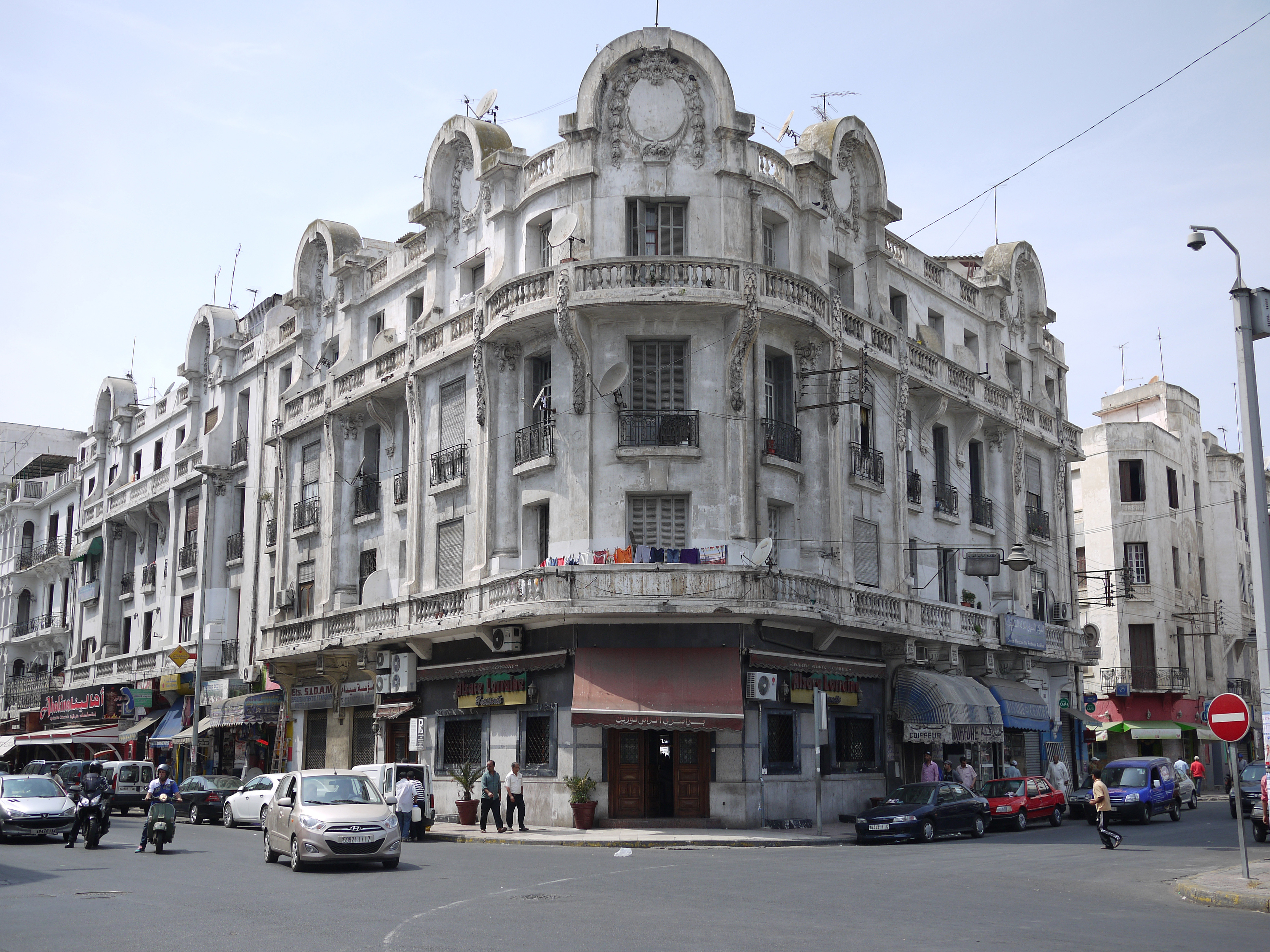
カサブランカの植民地時代の建築

モロッコにおける近代建築にはアール・デコや、1912年から1956年のフランス（1958年まではスペイン）の植民地時代に建立された地域特有の新ムーア式建築など、20世紀初頭の例が多く含まれている。20世紀後半にモロッコが主権を取り戻してからは、ムハンマド5世の霊廟（1971年完成）やカサブランカにあるハッサン2世大モスク（1993年完成）が例として挙げられるように、伝統的なモロッコ建築とその模様は（たとえそれが外国の建築家によってデザインされたものだとしても）現代の建築物においても称賛されている。モダニズム建築は日常生活の場面だけでなく名高い建築プロジェクトにも取り入れられており、同時代の建築物場においても顕著に表れている。

## 手法と資材

### 版築

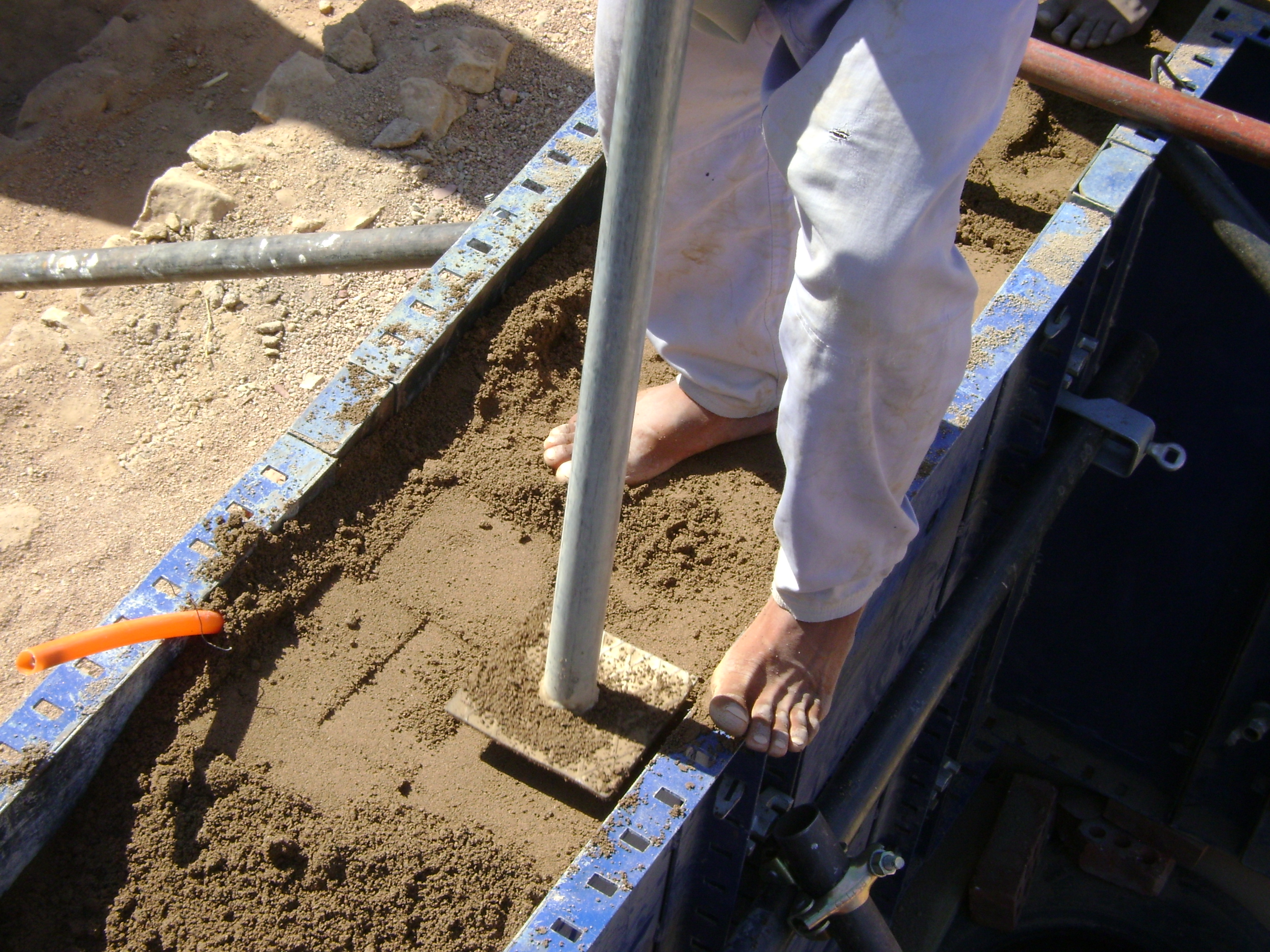
版築による壁の一般的な例（木枠の代わりに金属のものを用いている）

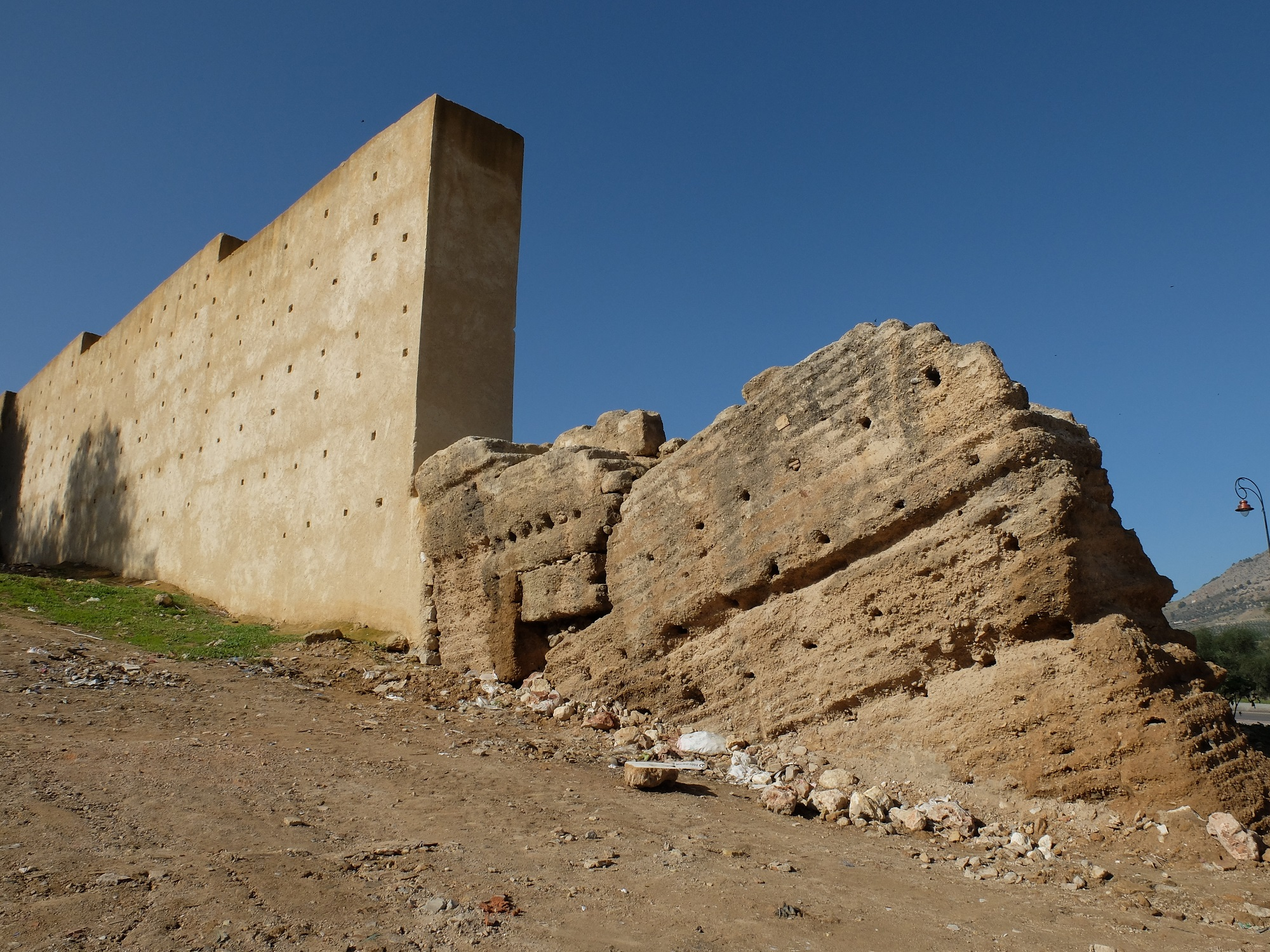
フェズのエル・バリにある修復の有無による版築壁の例（左：修復あり、右：修復なし）

モロッコで最も一般的な建築手法の一つに版築がある。古くからの建築手法で、近東やアフリカ、さらにそれより遠い地域まで見られ 、"pisé"（フランス語）や"tabia"（アラビア語）としても知られている。フェズやマラケシュ、ラバトにある城壁は一部（記念門など）が石造りではあるが、この手法によるものである。版築はその土地の資材を活かして用いられ、コストの低さや比較的効率が良いことなどから広く用いられた 。様々な粘度の泥（なめらかな泥から砂利由来のものまで）に藁や石灰が混ぜ合わされつなぎの役目を果たしている。壁がより硬くなる泥がある地域もあればそうでない地域もあるので、硬さは地域で異なるが、石灰を加えることで壁がより強固で耐久性の高いものとなる。フェズや近くのメクネスの壁は石灰を47％を含むのに対し、マラケシュでは約17％、ラバトでは約12％含む。一部の材料（泥など）が他のもの（砂利など）よりも比較的コストがかかるようになったことなどから、配合や素材は年月につけて変わり続けているが、この技術は今日でも用いられている:80。
壁は下から上まで一度に一層ずつ造られる。作業員は木板を一時的に合わせて作られた50cmから70cmほどの長さの区画に材料を押し込み、一度固まると木の枠を取り外す。この工程が一定の段階まで繰り返される。この工程によって木枠の痕であるたくさんの小さな穴の線が壁の表面に残ることも多い 。壁の多くは、表面をなめらかにしたり構造の主要部分を守ったりするために石灰や漆喰などでコーティングされる。このタイプの建築物は素材の透過性が高く年月の経過による雨による浸食に弱いことから、継続的なメンテナンスによる維持が必要で、モロッコの一部の地域（特にサハラ付近）にある（主に石灰不足などによる）持ちの悪い材料で作られたカスバなどは、廃墟になったのち数十年で風化し始める。

### 煉瓦と岩

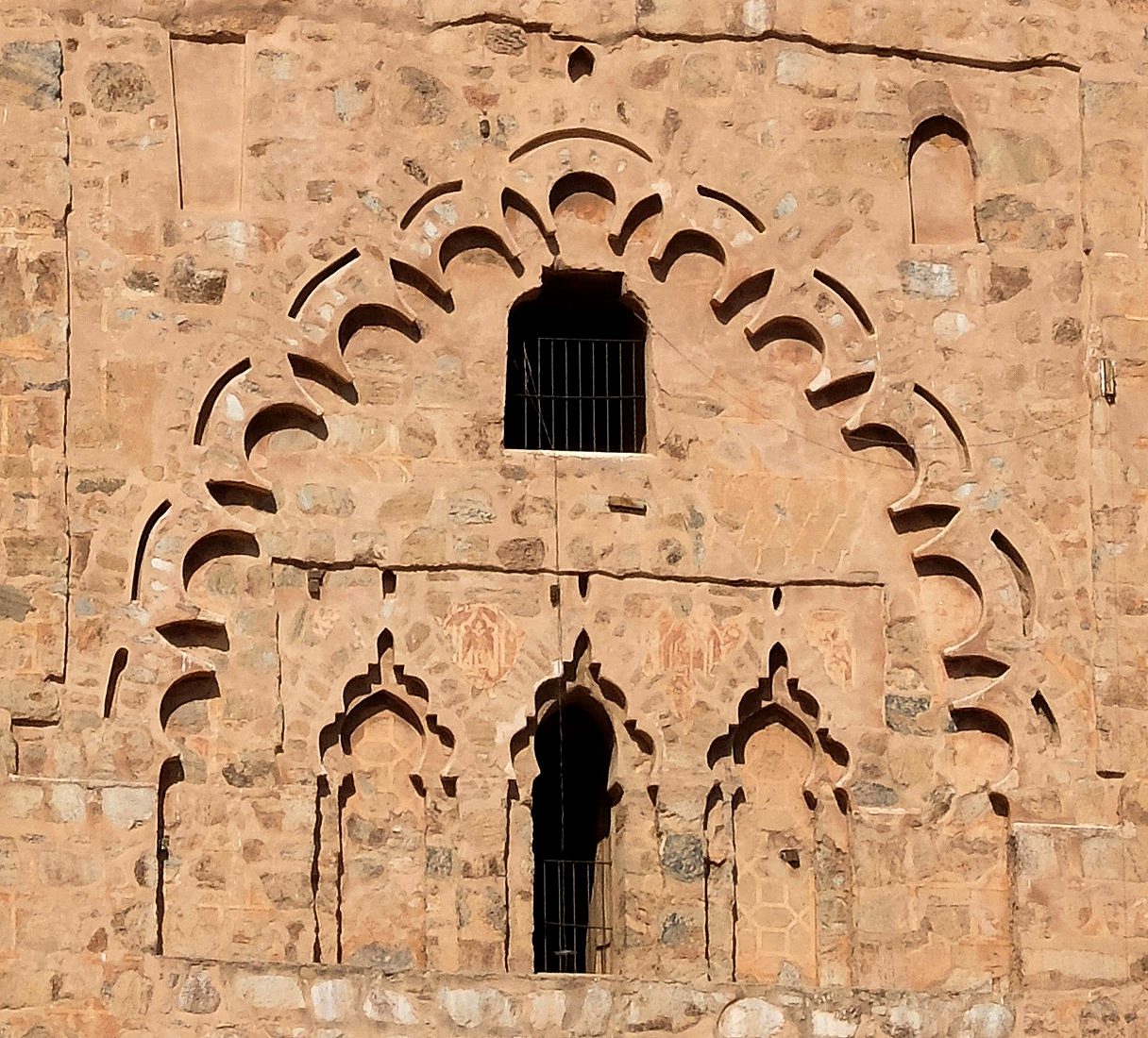
12世紀に建てられたクトゥビーヤモスクのミナレットの表面:粗石の使用が見て取れ、かつて壁画を覆っていた漆喰が壁画の装飾と共にかすかに残っている

版築に加えて、家や公共施設、モスクなどを建てる際には（特に砂漠地帯で）煉瓦がよく用いられる。例えば中世のミナレットの多くは煉瓦で作られ、多くの場合で別の材料を用いて表面が装飾されている。 石造建築は特にムワッヒド朝時代の有名な遺跡でも用いられている。アグノウ門やアル・ルア門、ウダイヤのカスバの正門（ウダイヤ門）では広範囲にわたって彫刻した石が使用されている。 これらと同時期のムワッヒド朝時代の主なミナレットには、地域やその需要により建築資材と手法が比較的多様になっている。クトゥビーヤモスクのミナレットは砂岩を用いた粗石積みで、セビリアのヒラルダの塔はその土地の煉瓦で、ラバトにある未完成の巨大なハッサンの塔は石造りで建てられている。マラケシュのカスバモスクのミナレットでは基礎に粗石が、主軸には煉瓦が用いられている:209–211。

### 木材
木材もまた幅広く用いられたが、多くは天井や天蓋、通路の上側など視界よりも高い部分であった。モスクや霊廟などの建物の多くは傾きのある木枠、つまりアルテソナドのような天井になっていたりして、このような造りは地域によってはberchlaやbershlaとして知られている。たいていは幾何学模様の配列があったり、彫刻や色を施したりすることで装飾されている。多くの出入り口や町中の噴水、モスクの入り口もまたムーア式建築の特徴である彫刻が施された木の天蓋で強調された 。特にマリーン朝時代以降、建築における木造彫刻は建築装飾における主要な構成要素となった。

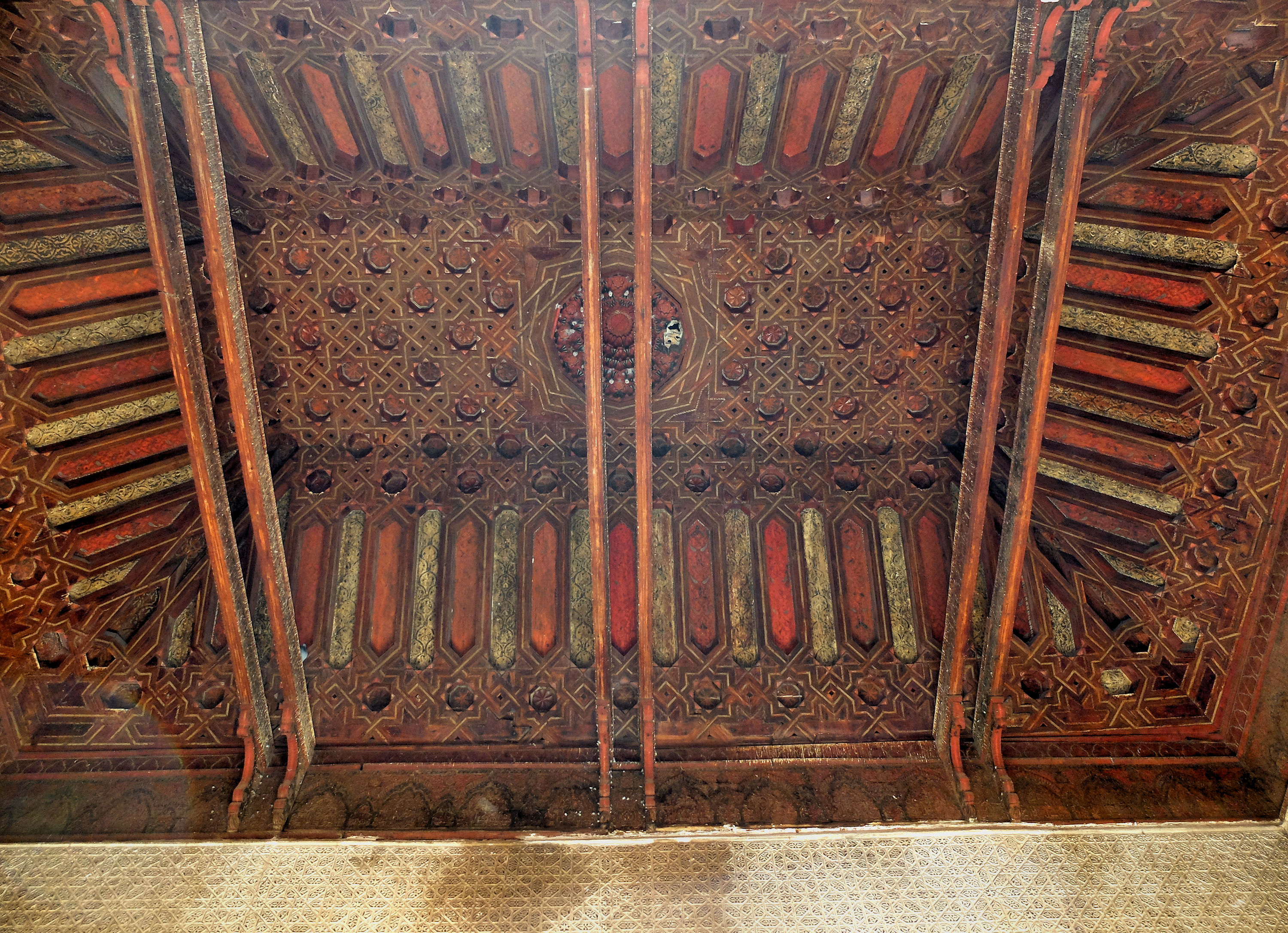
16世紀のサアド朝の墳墓群にあるberchlaの天井
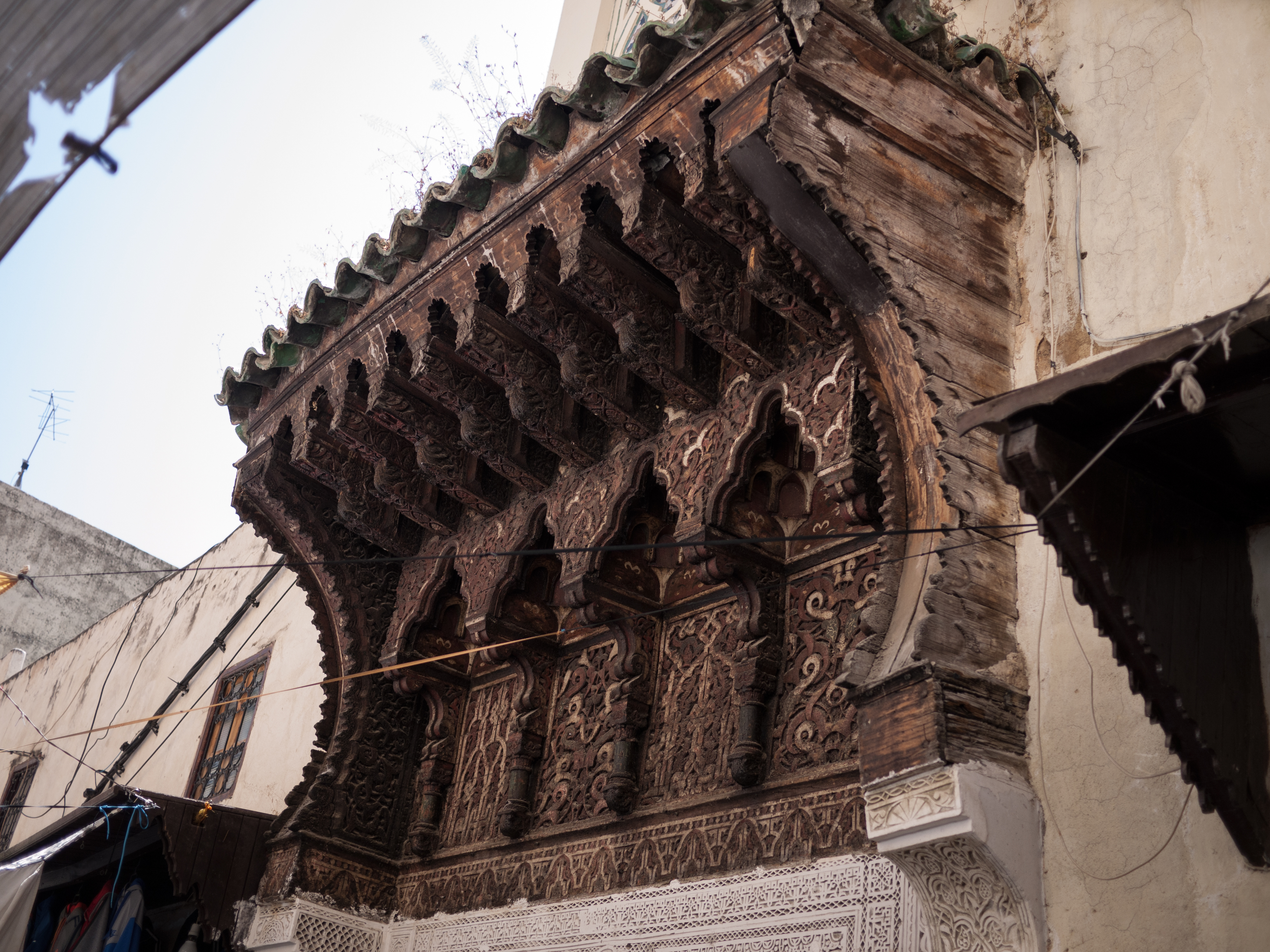
14世紀のアブー・アルハサンモスクの入り口にある木造の天蓋

モロッコのシーダー材は今日でも高い価値がある 。かつては山の斜面に豊富に生育していたが現在は絶滅しつつあり、生育しているのは中部アトラス山脈に限られる。しかし、他の種類の木材が用いられることも時々あった。例えばマラケシュのシュロブ・オウ・シューフ噴水の木造彫刻の天蓋はヤシの木から造られている:128。 有名なクトゥビーヤモスクのミンバルはコルドバ（スペイン）で組み立てられたのちマラケシュへ運ばれたもので、主としてシーダー材から造られているが、その寄木細工はナツメやアフリカン・ブラックウッドなど、色が異なり異国情緒のある材によってより引き立つような色合いになった。

### 装飾用の資材

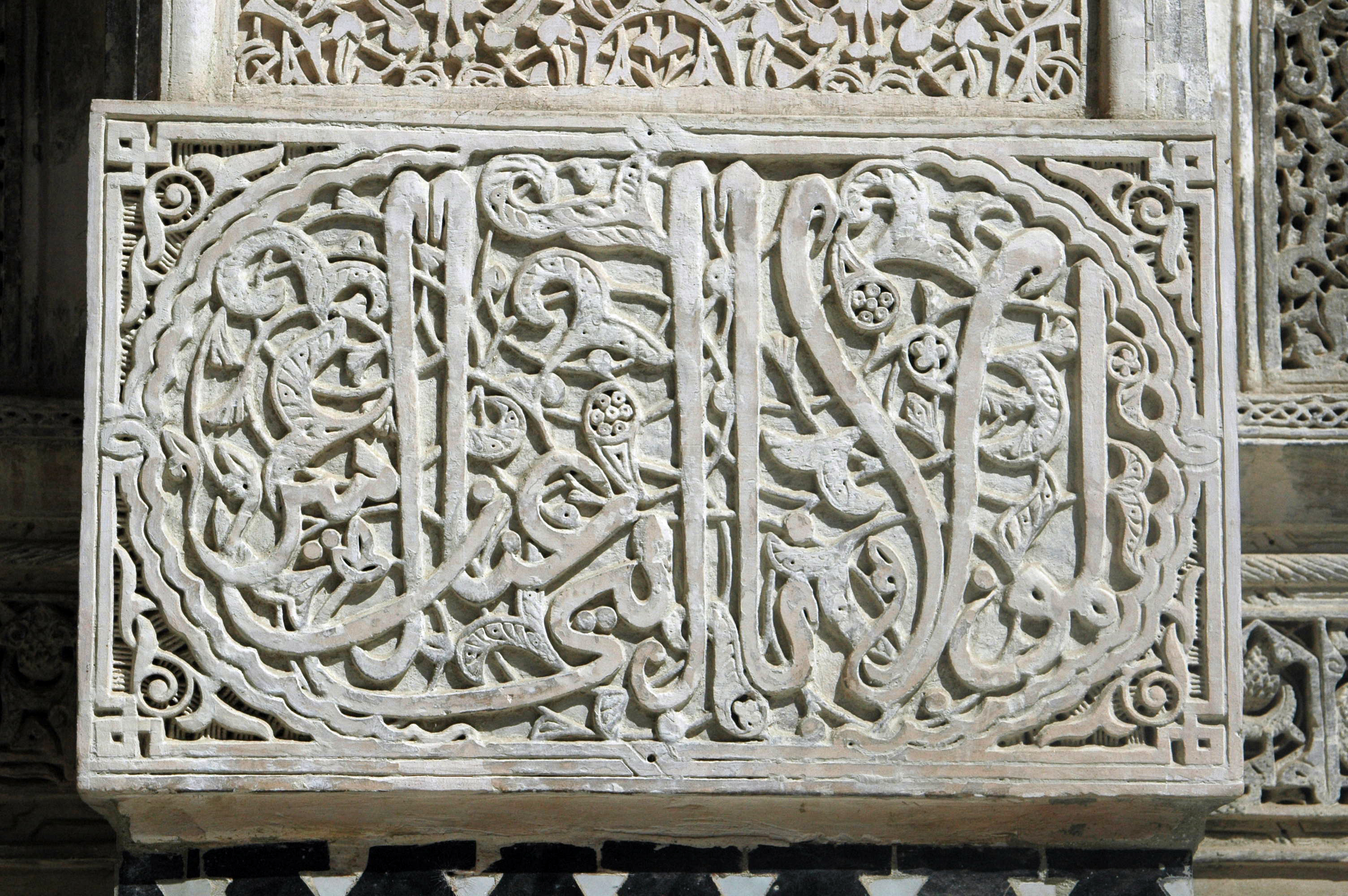
フェズのブー・イナーニーヤ・マドラサにある文字の彫刻が施された漆喰の例

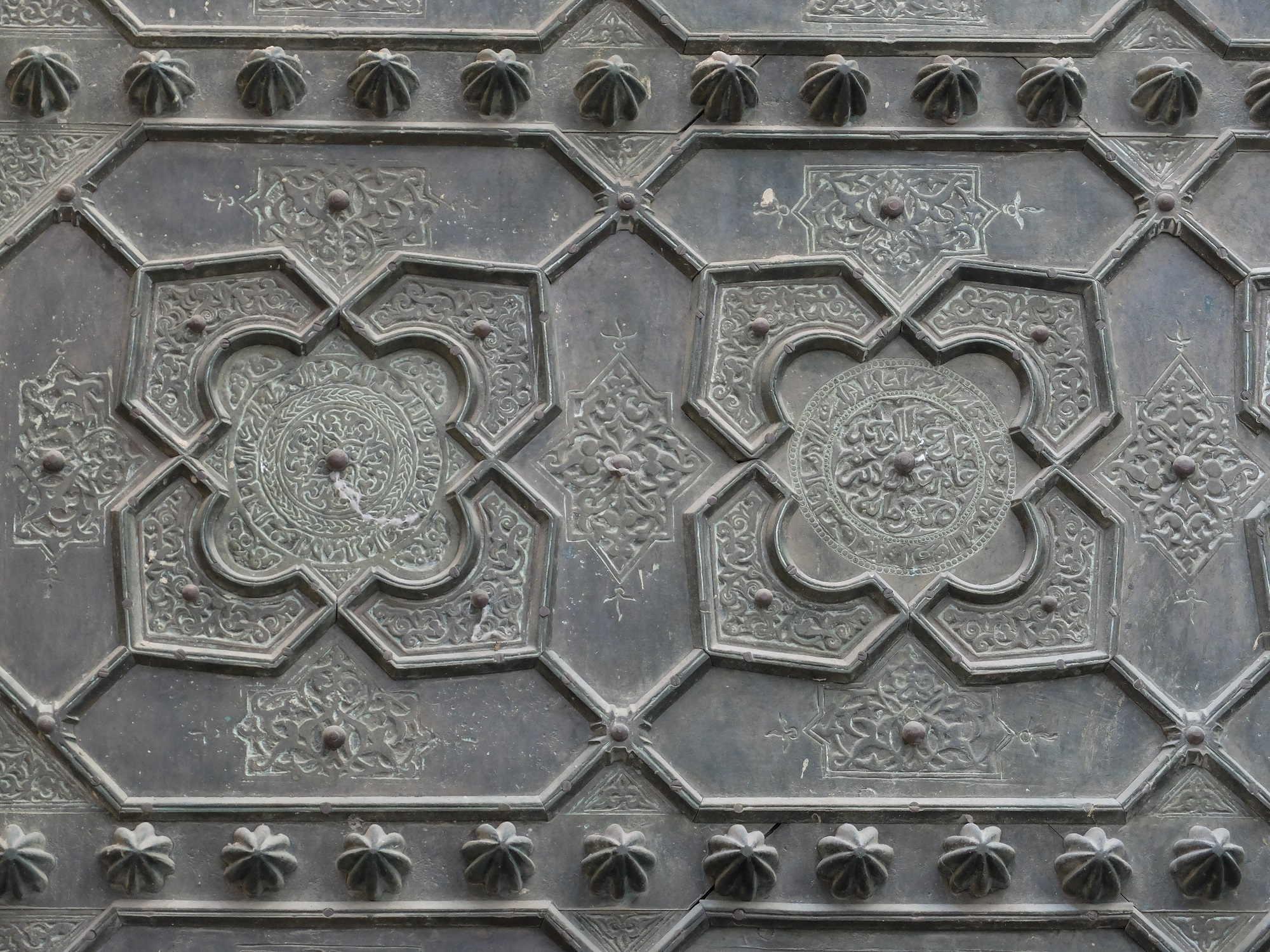
カラウィーンモスクの入り口の一つのBab al-Gna'izにある12世紀の青銅の覆い

ムーア式建築の非常に有名で特徴的な要素は、壁や天井の彫刻された装飾において漆喰が多用されることである 。比較的低コストで彫りやすい漆喰は、花や野菜（アラベスク）、幾何学模様、文字、ムカルナスなど様々なモチーフに彫られ、色が塗られる 。（これらは木造彫刻の特徴でもある。）
タイルアート、特にゼリージュ（Zellij）と呼ばれるモザイクのタイルは、壁の下部や床の装飾として一般的である。手で切られた異なる色のファイアンスの破片を複雑な幾何学模様になるように合わせた装飾は、たいていは放射状に伸びた星の模様が基になっている 。ゼリージュは10世紀に表れ、14世紀のマリーン朝時代までに広く広まった 。ゼリージュはビザンチンモザイクに由来していたり、その影響を受けていたりして、のちにムスリムのファイアンス職人によってファイアンスに応用された。 タイルはふつうは10cm四方の釉薬をかけたガラスにされ、そして全体の模様に必要な（多くの場合職人が暗記している）既定の形に切断される。また、結合させて複雑な形を作るための形のレパートリーはハスバ方式としても知られている 。正確な模様は場合によって異なるが、その原則は何世紀にもわたって一定で、モロッコの職人は今日でもタイル作りに熟練の技術を持つ。
青銅や銅などの金属は特定の部分の装飾や保護のために用いられる。中世に建てられたモスクやマドラサの扉の多くは、幾何学模様やアラベスク、文字などが彫られた青銅または銅で覆われている。 例えば、現存する最古のムーア式モロッコ建築の青銅作品はフェズのカラウィーンモスクのいくつかの扉に見られる12世紀の青銅製の部品である。